# 2S3 아카치야
2S3는 소련이 개발한 자주포이다.

## 개발
미국의 M109 자주포에 대응하기 위해서 만들었다. SA-4/GANEF 대공미사일 차량에 D-20 견인식 152mm 야포를 장착한 모델이다. 1967년부터 개발이 시작되었고 1968년 시제 차량이 등장했다. 1970년부터 양산이 시작, 1971년 소련 육군에 실전배치되기 시작했다. 2S3은 M1973이라고도 불린다. 가끔 M1975 또는 M75란 이름으로 잘못 불리기도 한다. 2S3 자주포의 2A33M 곡사포는 미군 M109 자주포에 탑재된 155mm 곡사포와 성능이 비슷하다.
2S1 자주포 다음으로 러시아 육군에 가장 많이 배치된 자주포이다.

## 운용 국가
- 러시아 - 1600문 운용 중
- 우크라이나 - 501문 운용 중
- 베트남 - 240문 운용 중
- 벨라루스 - 168문 운용 중

## 같이 보기
- M109 자주포
- 2S5